# 大埔官立小學
大埔官立小學（英語：Tai Po Government Primary School，又稱大埔官小、TPGPS）是香港大埔區的男女校全日制小學，主要使用中文教學，並有外籍英文老師，現有校舍於1999年落成，設施齊全，內有英語室、電腦室、活動室等，有保母車，校車接送學生，亦會為有特殊學習需要的學生提供適切服務和專家評估一部分學生的學習能力，另有教育心理學家及輔導助理為有需要的學生提供支援。學校為畢業生設有校友會，每逢9月有重聚日，新春嘉年華后有校友日。

## 校政管理
歷任校監
- 李慶煇 先生
- 陳展桓 女士

歷任校長（上、下午校）
- 1946年至？：麥炳奎 先生
- ？至1957年：馮銳韶 先生[2][3]
- 1957年至1959年：岑公浩 先生
- 1959年至1965年：徐謙祥 先生
- 1965年至1967年：關理明 先生
- 1967年至1969年：雷達貫 先生
- 1969年至1971年：容華經 先生
- 1971年至1973年：馮世權 先生
- 1973年至1980年：區光武 先生[4]
- 1980年至1981年：丘妙蘭 女士

歷任校長（上午校）
- 1981年至1983年：鄒沛芳 女士
- 1983年至1984年：梁寶恩 先生
- 1984年至1991年：李紹燊 先生
- 1991年至1992年：陳玉雅 女士
- 1992年至1994年：高婉冰 女士
- 1994年至1995年：朱文可 先生
- 1995年至1996年：關慕儀 女士
- 1996年至1998年：譚淑苓 女士
- 1998年至1999年：吳麗瓊 女士

歷任校長（下午校）
- 1981年至1984年：黎錫鏗 先生
- 1984年至1991年：何靄兒 女士
- 1991年至1992年：陸世傑 先生
- 1992年至1993年：朱經倫 先生
- 1993年：劉錫壎 先生（2個月任期）
- 1995年至1995年：包靜威 先生
- 1995年至1996年：譚瑛桃 女士
- 1996年至1997年：陳妙容 女士
- 1997年至1998年：吳文堅 先生
- 1998年至1999年：戴錦鳳 女士

歷任校長（全日制）
- 1999年至2000年：吳麗瓊 女士
- 2000年至2003年：梁嘉碧 女士
- 2003年至2008年：李慧珠 女士
- 2008年至2013年：黃翠嫻 女士
- 2013年至2014年：何美蓮 女士
- 2014年至2017年：李潔歡 女士
- 2017年至2022年：鄭玉清 女士
- 2022年至今：關玉娟 女士

歷任副校長
- 林婉薇 女士
- 黃麗嫦 女士
- 陳錦輝 先生
- 陳家德 先生

## 歷史
大埔官立小學成立於1946年，是大埔區歷史最悠久的小學，當時校址位於大埔墟現在廣福道租借之場地，直至1952年搬到運頭角小山上的舊校址，舊校保留了英式古典建築，面積小，只能容納300多個學生。禮堂，課室的每一角都被小花園圍著。入口前有一棵木棉古樹，春季會長出很多艷紅的木棉花及棉花，但現在木棉樹已經枯萎並被移走。
1980-99年間，此校曾一度分拆為上、下午校，以應付大埔新市鎮發展新增人口。
1999年，學校搬到太和新址，面積比舊校大很多，並恢復為全日制小學。舊校址現改為國民教育中心。
值得一提的是，此校是全港最後一批由政府直接興建的小學靈活式校舍之一，於1998年3月動工，由大道建築公司承建。

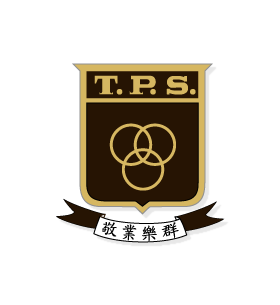
舊校徽
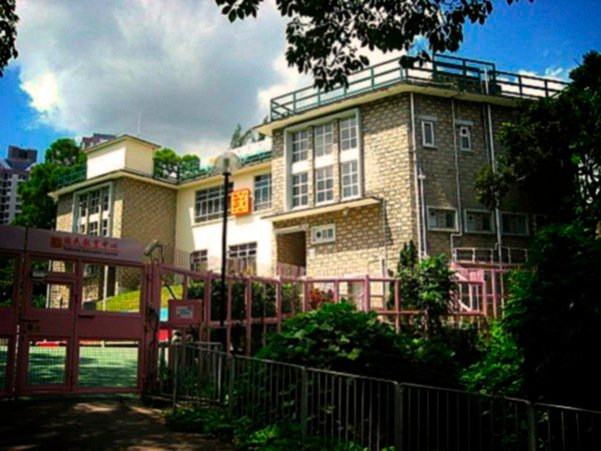
舊校址，位於大埔運頭角里22號
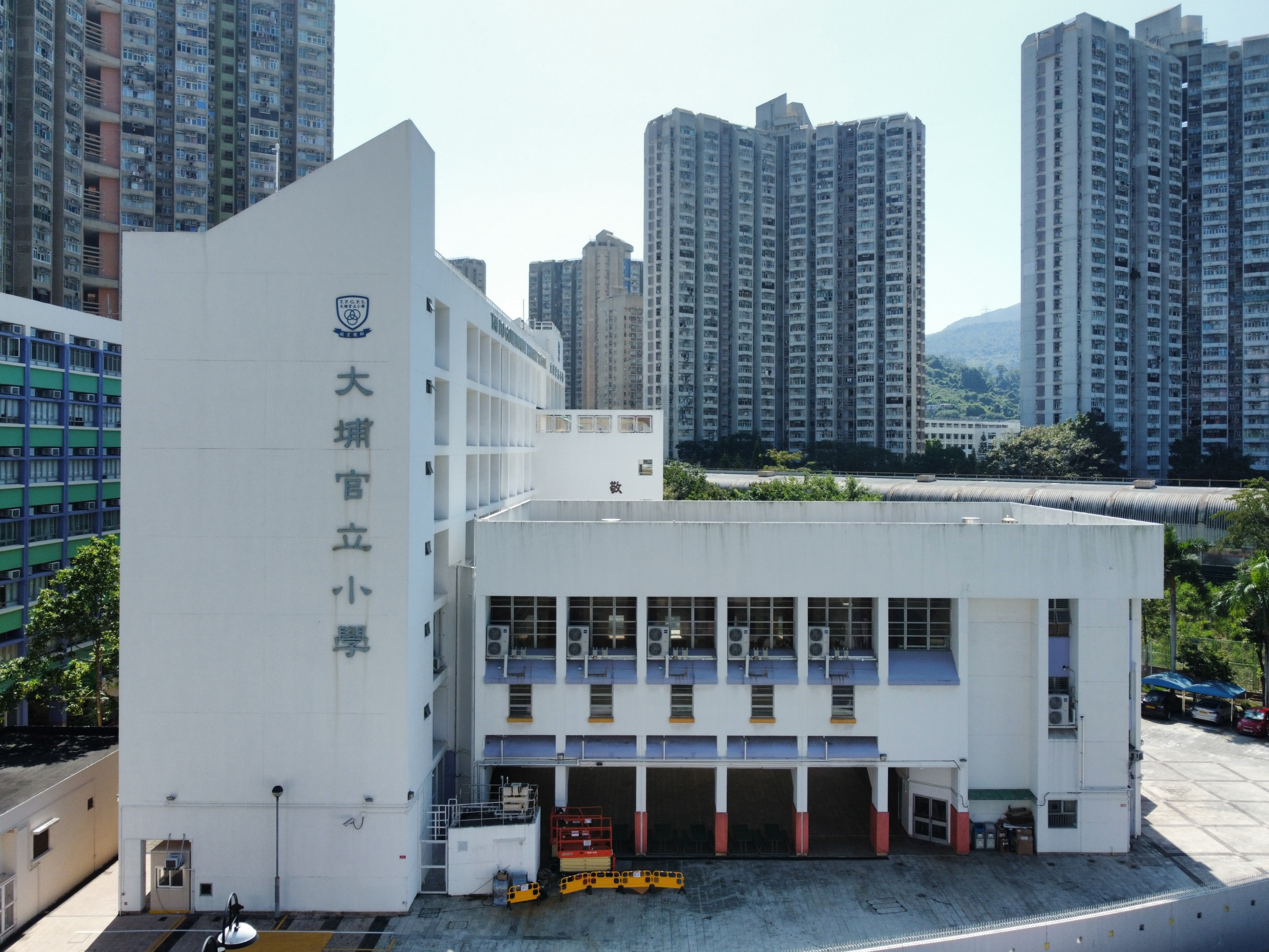
新校址北面
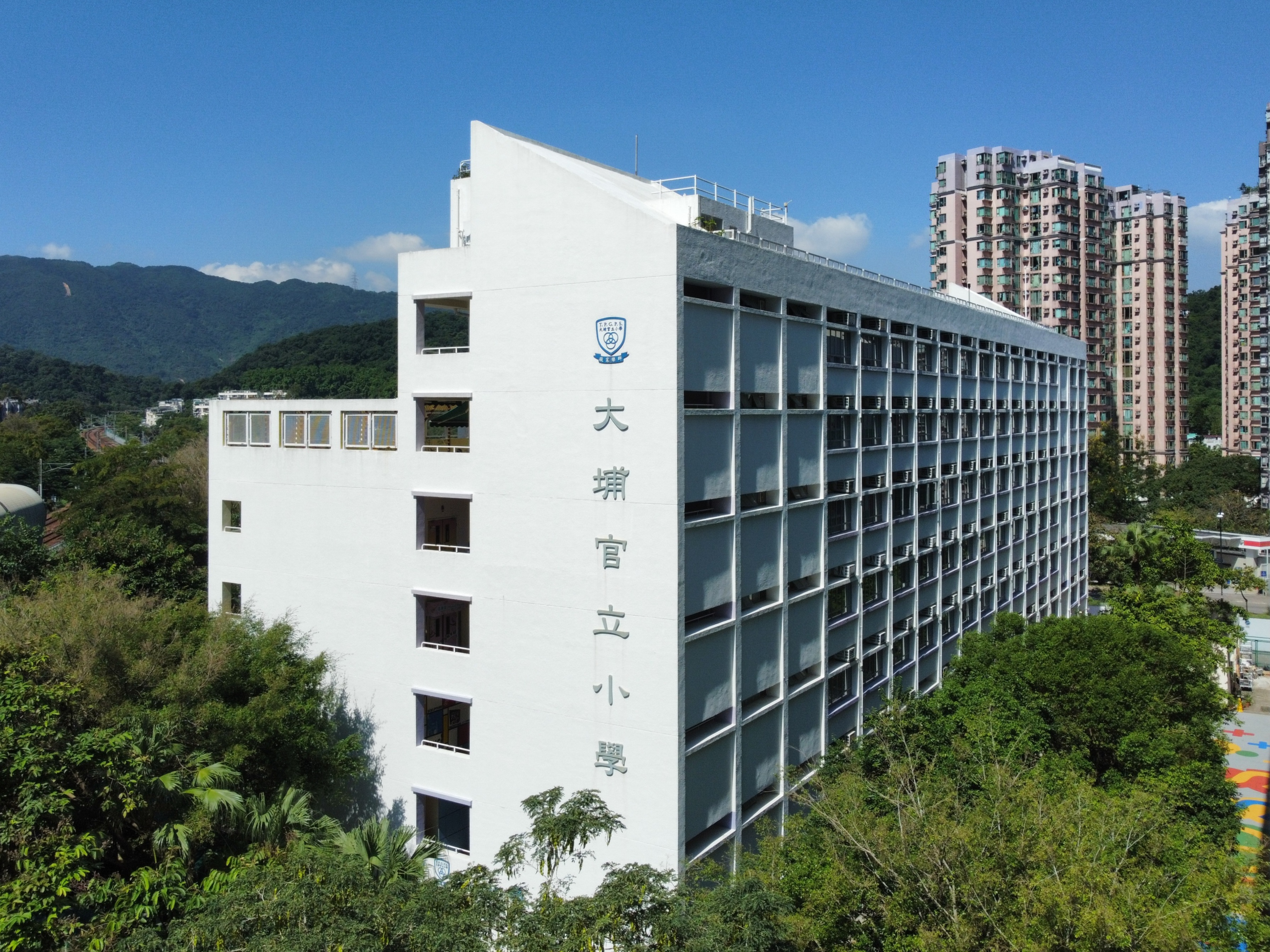
新校址南面

## 辦學宗旨
秉承校訓，致力為學生提供一個愉快的學習環境；並以「學校家庭同攜手，開拓孩子好將來」作為辦學宗旨。

## 教學特色
大埔官立小學在教學方面集中四個關鍵項目，包括閱讀計劃、資訊科技、專題研習、德育及公民教育。該校設早讀課及閱讀獎勵計劃以提升學生閱讀興趣。在不同級別設專題研習活動，為學生提供應用溝通、協作、解難、研習、處理資訊等共通能力的體驗機會。又設生活教育課，加強德育及公民教育的培育。在不同科目結合資訊科技教學，並提供網上自學平台，促進學生互動學習，提升學與教效能。

## 學生表現
大埔官立小學的學生曾在校際朗誦節、音樂節、英文戲劇節、數學比賽、書畫比賽，羽毛球比賽，跆拳道比賽等活動中共獲百多個獎項。學生在田徑、羽毛球，花式跳繩等學界比賽中，共奪得獎項超過30個。

## 著名/傑出校友
- 呂熙：香港男演員
- 莫桂生（1957年小六）：前民生書院校長[6]
- 李國英：前香港立法會議員、大埔區 (大埔墟) 區議員、民主建港協進聯盟成員、新界鄉議局委員[7]
- 劉志成：香港大埔區議會船灣選區議員
- 岑文禎（1960年小六）：基里巴斯共和國駐香港特別行政區名譽領事[8]
- 陳尚來（1970年小六）：香港體育評述員
- 吳靄儀（1959年小六）：前香港立法會議員[9]
- 邱藹賢（1961年小六）：前大埔官立中學校長[10]
- 廖正亮：前新界鄉議局副主席[11]
- 彭學端：前區域市政局議員[12]

## 外部連結
- 大埔官立小學（页面存档备份，存于）
- 校友Facebook